# Hideo Ishikawa
Hideo Ishikawa (石川 英郎 Ishikawa Hideo?,  Amagasaki, Prefectura de Hyōgo, Japón, 13 de diciembre de 1969) es un seiyū y cantante japonés, afiliado a Aoni Production. Algunos de sus roles más destacados incluyen el de Auron en Final Fantasy X, Itachi Uchiha en Naruto, Jūshirō Ukitake en Bleach, Kicchō Fukuda en Slam Dunk, Squall Leonhart en Final Fantasy VIII y Pierre de Chaltier en Tales of Destiny.
Ishikawa también formó parte de la banda An's All Stars, en la cual también participaron Shikamaru Nara y Showtaro Morikubo. Más adelante, integró la unidad E.M.U junto a Hikaru Midorikawa, Nobutoshi Canna, Daisuke Sakaguchi y Ryōtarō Okiayu, pero se disolvió en 2000. Ishikawa ha interpretado el tema de apertura Heaven's door y el tema de cierre Moment de la serie Wild Adapter junto con Toshiyuki Morikawa.

## Filmografía

### Anime
- Arslan Senki: Fūjin Ranbu (Pelagius, ep 4-5)
- Avenger (Jade)
- Bleach (Jūshirō Ukitake)
- Yu-Gi-Oh! 5Ds (Z-ONE)
- Boys Be (Yoshihiko Kenjo)
- Bubblegum Crisis Tokyo 2040 (Masaki)
- Death Note (Hideki Ide y Raye Penber)
- Doukyuusei (Hara Manabu)
- Digimon Adventure 2020 (BanchoMamemon)
- Detective School Q (Kintarou Touyama)
- Fancy Lala (Hiroya Aikawa)
- Ghost in the Shell: Stand Alone Complex (Fake Laughing Man)
- Getbackers (Boss)
- Gokudō-kun Man'yūki (Hanayo)
- Gravitation  (Tatsuha)
- Great Teacher Onizuka (Hideo)
- Innocent Venus (Toraji Shiba)
- Jibaku-kun(Geki/Busta)
- Kaiji (Funai)
- Kiniro no Corda (Hiroto Kanazawa)
- Marginal Prince (Stanislav Sokurov)
- Mobile Suit Gundam MS IGLOO (Oliver May)
- Naruto y Naruto Shippūden (Itachi Uchiha)
- New Cutie Honey (Adonis)
- One Piece (Fullbody y Stancen)
- Rave Master (Schneider)
- Re: Cutie Honey (Seiji Hayami)
- Ring ni Kakero (Kazuki Shinatora)
- Saint Seiya (Unicorn Jabu)
- Slam Dunk (Kiccho Fukuda)
- Transformers Galaxy Force (Dreadlock)
- Saint Seiya: The Lost Canvas (Oneiros)
- Senki Zesshō Symphogear (Genjūrō Kazanari)

### Videojuegos
- Ace Combat 5 (Alvin H. Davenport ("Chopper"))
- Dream Mix TV: World Fighters (Simon Belmont,Yugo)
- Dynasty Warriors 4 (Zhou Tai)
- Final Fantasy X/Kingdom Hearts II (Auron)
- Honkai Impact 3rd (Baiji)
- Kekkon ~Marriage~/Sotsugyo M ~Seito Kaichou no Karei naru Inbou~ (Yuusuke Katou)
- Kingdom Hearts/Kingdom Hearts II/Dissidia: Final Fantasy (Squall Leonhart)
- Kiniro no Corda/Kiniro no Corda 2 (Hiroto Kanazawa)
- Langrisser I and II (Taylor)
- Langrisser IV (Ricky)
- Rockman X6 (Rainy Turtloid)
- Onimusha: Dawn of Dreams (Tenkai)
- SD Gundam G Generation Spirits (Oliver May)

8* Shin Megami Tensei: Digital Devil Saga (Lupa) 
- Tales of Destiny 2 (Pierre de Chaltier)
- Tekken saga (Yoshimitsu)
- True Love Story ~Remember My Heart~ (Tooru Oosuga)
- Varios juegos de Bleach (Jushiro Ukitake)
- Varios juegos de Naruto (Itachi Uchiha)
- Xenosaga (Kevin Winnicot)
- Yo-Jin-Bo (Tainojo Tsubaki (Bo))

### OVA
- Angel's Feather (Shion Toudou)

- Araiso Private High School Student Council Executive Committee (Tokitoh Minoru)

- Bleach: Memories in the Rain/Bleach: The Sealed Sword Frenzy (Jūshirō Ukitake)

- Getter Robo: Armageddon (Ryoma Nagare)

- Grappler Baki (Fighter)

- Gravitation: Lyrics of Love (Tatsuha Uesugi)

- Marriage (Yusuke Kato)

- Mnemosyne - Mnemosyne no Musume-tachi (Shōgo Shimazaki)

- Mobile Suit Gundam MS IGLOO: Apocalypse 0079 (Oliver May)

- Saint Seiya: The Hades Chapter - Elysion/ - Inferno/ - Sanctuary (Unicorn Jabu)

- Shin Getter Robo vs. Neo Getter Robo (Ryoma Nagare)

- Sotsugyou M: Oretachi no Carnival (Yuusuke Katou)

- Submarine 707R (Ichiro Suzuki)

- Voltage Fighter Gowcaizer (Ryo Asahina)

- Weiß Kreuz (Akira)

## CD Drama
- Cain C. Hargreaves en "Godchild (Drama CD) Kafuka"

- Fei Long en "Finder no Hyouteki"

- Gallows Caradine en "Wild ARMs Advanced 3rd Original Drama"

- Ohiwa Goutarou en "Wedding Dress ni Akai Bara"

- Rath en "Dragon Knights"

- Sakata-sensei (Maaka Mookarii) en "Money Idol Exchanger"

- Seki Takahashi en "Time Leap"

- Tokitoh en "Executive Committee"

- Tokitoh en "Wild Adapter"